# بيتر ديفيس
بيتر ديفيس (بالإنجليزية: Peter Davis)‏ هو صحفي ومخرج أمريكي، ولد في 2 يناير 1937 في سانتا مونيكا في الولايات المتحدة.

## وصلات خارجية
- بيتر ديفيس على موقع IMDb (الإنجليزية)
- بيتر ديفيس على موقع ألو سيني (الفرنسية)
- بيتر ديفيس على موقع أول موفي (الإنجليزية)
- بيتر ديفيس على موقع قاعدة بيانات الأفلام السويدية (السويدية)
- بيتر ديفيس على موقع قاعدة بيانات الفيلم (الإنجليزية)
- بيتر ديفيس على موقع كينوبويسك (الروسية)